# فرودگاه آبی کلدونیا/گراند ریور
فرودگاه آبی کلدونیا/گراند ریور (به انگلیسی: Caledonia/Grand River Water Aerodrome) یک فرودگاه خصوصی است که یک باند فرود آب دارد. این فرودگاه در کشور کانادا قرار دارد و در ارتفاع ۱۸۴ متری از سطح دریا واقع شده‌است.